# Хоенцолерн
Хоенцолерн је била немачка династија кнежева изборника (електора), краљева и царева (императора) Пруске, Немачке и Румуније.
Породица Хоенцолерн води порекло из области око града Хехингена у Швабији, из 11. века. Они су узели име по замку Бург Хоенцолерн близу горепоменутог града, који је био дом њихових предака. 
Кућа се поделила на две гране, оне у католичкој Швабији и оне у протестантској Франконији. Швапска грана владала је простором око Хечингена до њиховог могућег изумирања 1869. године. Франконијска грана била је релативно успешнија. Гране франконијске линије попеле су се на трон Бранденбурга 1415. и трон војводе Пруске 1525. године. Унија ове две франконијске линије 1618. дозволила је стварање Краљевства Пруске 1701, државе која је водила уједињење Немачке и стварање Немачког царства 1871. године. Фамилија Хоенцолерн је абдицирала са немачког трона 1918. године.
Један огранак швапске гране, Хоенцолерн-Сигмаринген, владао је Румунијом у периоду 1866—1947 (кнез 1866—1881 и краљеви 1881—1947).

## Пруски краљеви
- Фридрих I од Пруске (1701—1713), претходно Фридрих III
- Фридрих Вилхелм I (1713—1740)
- Фридрих II од Пруске (Фридрих Велики) (1740—1786)
- Фридрих Вилхелм II од Пруске (1786—1797)
- Фридрих Вилхелм III од Пруске (1797—1840)
- Фридрих Вилхелм IV од Пруске (1840—1861)
- Вилхелм I (1861—1888)
- Фридрих III (1888)
- Вилхелм II (1888—1918)

## Немачки цареви
- Вилхелм I (1871—1888)
- Фридрих III (1888)
- Вилхелм II (1888—1918)

## Румунски краљеви
- Карол I (1881—1914; кнез 1866—1881)
- Фердинанд (1914—1927)
- Михаил (1927—1930 и 1940—1947)
- Карол II (1930—1940)